# Клітинна інженерія

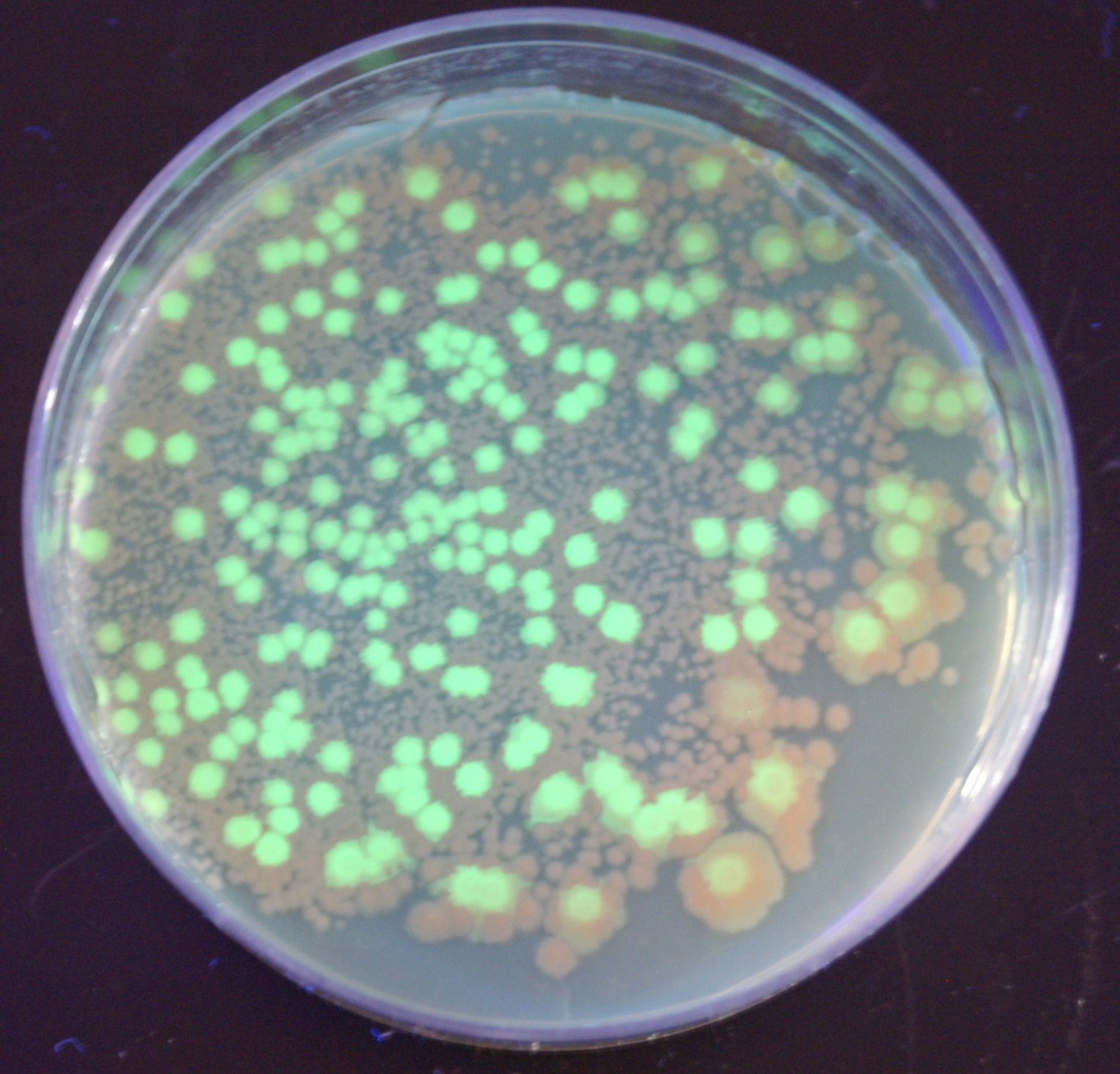
Клітини, створені для флуоресценції під УФ-світлом.

Клітинна інженерія — галузь біоінженерії, що досліджує цілеспрямований процес додавання, видалення або модифікації послідовностей генів у живих клітинах для досягнення цілей, таких як додавання або видалення функцій клітини, зміна вимог до клітинного росту та проліферації, тощо. 
Клітинна інженерія часто використовує генетичні технології для досягнення цих модифікацій, а також тісно пов’язана з методами тканинної інженерії. Клітинну інженерію можна охарактеризувати як проміжний рівень у все більш специфічних дисциплінах біологічної інженерії, яка включає генну інженерію, білкову інженерію, тканинну інженерію, інженерію органів та синтетичну біологію включно з синтетичною геномікою.

## Історія
Фраза «клітинна інженерія» вперше була використана в опублікованій статті в 1968 році для опису процесу вдосконалення паливних елементів. 
Перше використання цього терміну в біологічному контексті відбулося в 1971 році в статті, яка описує методи прищеплення репродуктивних шапок між клітинами водоростей. 
Сфера клітинної інженерії набуває все більшої популярності, оскільки біомедичні дослідження у тканинній інженерії прогресують та стають більш специфічними. Кількість публікацій у цій галузі зросла з кількох тисяч на початку 2000-х років до майже 40 000 у 2020 році. 

## Застосування
Клітинну інженерію використовують для вирішення багатьох теоретичних проблем біології, промислової мікробіології, а також біотехнології, наприклад, використання гібридом для отримання моноклональних антитіл, які використовують у медицині та інших галузях науки і виробництва. За допомогою клітинної інженерії вдається поєднати геноми різних видів (навіть тих, що належать до різних царств).

### Покращення виробництва клітинних продуктів
Одне із застосувань клітинної інженерії передбачає зміну природного виробництва клітин для досягнення конкретних результатів або скорочення часу виробництва.  Можливий метод зміни природного виробництва клітин включає посилення або пригнічення генів, які беруть участь у метаболізмі продукту. Наприклад, дослідникам вдалося надекспресувати гени-транспортери в клітинах яєчників хом’яка, щоб збільшити вихід моноклональних антитіл. 
Інший підхід може включати включення біологічно чужорідних генів в існуючу лінію клітин. Наприклад, E.Coli, яка синтезує етанол, може бути модифікована за допомогою генів з Zymomonas mobilis, щоб зробити ферментацію етанолу основним продуктом клітинної ферментації. 

### Зміна вимог клітин до середовища
Іншою корисною модифікацією клітини є коригування потреб клітини в субстратах для росту. Змінюючи потреби клітин, вартість сировини, витрати на обладнання та навички, необхідні для вирощування та підтримки клітинних культур, можуть бути значно зменшені. Наприклад, вчені використали спеціальні ферменти, щоб створити звичайний промисловий штам дріжджів, який дозволяє клітинам рости на субстраті, дешевшому за традиційну глюкозу. 
Оскільки біологічна інженерія зосереджена на зниженні витрат на збільшення масштабів, дослідження в цій галузі в основному зосереджені на здатності різних ферментів метаболізувати недорогі субстрати. 

### Модифікація клітин для виробництва нових продуктів
Цей напрямок клітинної інженерії, тісно пов'язаний із галуззю біотехнології і використовує методи рекомбінантної ДНК, щоб спонукати клітини конструювати бажаний продукт, наприклад білок, антитіло або фермент.
Одним із найпомітніших прикладів є перетворення E. Coli задля транскрипції та трансляції нею попередника інсуліну, що різко знизило вартість виробництва.  Подібне дослідження було проведено невдовзі після того, як у 1979 році E. Coli було трансформовано для експресії людського гормону росту для використання в лікуванні гіпофізарного нанізму.  Нарешті, значного прогресу було досягнуто в розробці клітин для виробництва антигенів з метою створення вакцин. 

### Регулювання властивостей клітини
У біоінженерії використовуються різні методи модифікації клітин, щоб змінити питаманні клітинам властивості, такі як щільність росту, швидкість росту, урожайність росту, термостійкість, морозостійкість, хімічна чутливість і вразливість до патогенів. 
Наприклад, у 1988 році одна група дослідників з Іллінойського технологічного інституту успішно експресувала ген гемоглобіну Vitreoscilla в E. Coli, щоб створити штам, який був більш толерантним до умов із низьким вмістом кисню, таких як ті, що зустрічаються в промислових біореакторах з високою щільністю. 

### Інженерія стовбурових клітин
Один окремий розділ клітинної інженерії включає модифікацю та налаштування стовбурових клітин. Велика частина останніх досліджень терапії стовбуровими клітинами відноситься до вищезгаданих методів клітинної інженерії. Стовбурові клітини унікальні тим, що вони можуть диференціюватися в інші типи клітин, які потім можуть бути змінені для створення нових терапевтичних засобів або створення основи для подальших зусиль клітинної інженерії. 
Один із багатьох прикладів цілеспрямованої інженерії стовбурових клітин включає часткову диференціацію стовбурових клітин у міоцити, щоб уможливити виробництво проміогенних факторів для лікування саркопенії. 

### Інші застосування
- Терапевтична Т-клітинна інженерія[16]:  зміна Т-клітин для націлювання на пов’язані з раком антигени для лікування;
- Виробництво моноклональних антитіл[17]:  покращення виробництва моноклональних антитіл за допомогою сконструйованих клітин;
- Фабрики клітин in vivo[18]:  конструювання клітин для виробництва терапевтичних засобів у тілі пацієнта.

## Ринок
Відкритих данних щодо обсягу світвого ринку клітинної інженерії станом на березень 2023 немає. Але є оцінки суміжних ринків.
У 2021 році обсяг світового ринку тканинної інженерії становив 12,76 мільярда доларів США, а до 2030 року очікується, що він сягне приблизно 31,23 мільярда доларів США, збільшуючись на 10,46 % у середньому протягом прогнозованого періоду з 2022 по 2030 рік. 
Розмір світового ринку синтетичної біології оцінювався в 10,29 мільярда доларів США в 2021 році, і очікується, що з 2022 до 2030 року він буде зростати на 19,7 % у середньорічному темпі зростання.
Глобальний ринок синтетичної біології оцінюється в 12,70 мільярдів доларів США в 2022 році та, за прогнозами, досягне значення в 85,97 мільярдів доларів США до 2030 року при CAGR 27,00% протягом прогнозованого періоду 2022–2030 років..

### Книги
- Mammalian Cell Engineering (2021)
- Биотехнология: В 8 кн. / Под ред. Н. С. Егорова, В. Д. Самуилова. Кн. 3: Клеточная инженерия / Р. Г. Бутенко, М. В. Гусев, А. Ф. Киркин и др. — М., 1987;

### Журнали
- Cellular and Molecular Bioengineering
- Metabolic Engineering
- Nature Biotechnology
- Nature Biomedical Engineering